# Liste der Bodendenkmäler in Barntrup
Die Liste der Bodendenkmäler in Barntrup enthält die denkmalgeschützten unterirdischen baulichen Anlagen, Reste oberirdischer baulicher Anlagen, Zeugnisse tierischen und pflanzlichen Lebens und paläontologischen Reste auf dem Gebiet der Stadt Barntrup im Kreis Lippe in Nordrhein-Westfalen (Stand: Oktober 2020). Diese Bodendenkmäler sind in Teil B der Denkmalliste der Stadt Barntrup eingetragen; Grundlage für die Aufnahme ist das Denkmalschutzgesetz Nordrhein-Westfalen (DSchG NRW).
| Bild | Bezeichnung                 | Lage               | Beschreibung | Bauzeit | Eingetragen seit | Denkmal- nummer |
| ---- | --------------------------- | ------------------ | ------------ | ------- | ---------------- | --------------- |
|      | Grabhügel                   | Barntrup 16/117    |              |         | 23.01.1995       | 1               |
|      | bronzezeitliches Gräberfeld | Sommersell 4/125   |              |         | 23.01.1995       | 2               |
|      | Siedlungsplatz              | Barntrup 21/29     |              |         | 23.01.1995       | 3               |
|      | 3 Grabhügel                 | Sonneborn 1/11     |              |         | 23.01.1995       | 4               |
|      | Grabhügel                   | Sommersell 1/8     |              |         | 23.01.1995       | 5               |
|      | Grabhügel                   | Sonneborn 4/39     |              |         | 23.01.1995       | 6               |
|      | Hohlwegbündel               | Sonneborn 12/100   |              |         | 23.01.1995       | 7               |
|      | Grabhügelgruppe             | Alverdissen 12/1   |              |         | 23.01.1995       | 8               |
|      | Grabhügel                   | Alverdissen 12/1   |              |         | 23.01.1995       | 9               |
|      | Grabhügel                   | Alverdissen 10/31  |              |         | 23.01.1995       | 10              |
|      | Grabhügel                   | Alverdissen 10/32  |              |         | 23.01.1995       | 11              |
|      | Grabhügel                   | Alverdissen 10/113 |              |         | 23.01.1995       | 12              |
|      | Gräberfeld                  | Alverdissen 10/38  |              |         | 23.01.1995       | 13              |
|      | Hohlwegbündel und Wartturm  | Barntrup 16/58     |              |         | 23.01.1995       | 14              |
|      | Gräberfeld                  | Alverdissen 10/39  |              |         | 23.01.1995       | 15              |
|      | Grabhügel                   | Alverdissen 3/91   |              |         | 23.01.1995       | 16              |
|      | Grabhügelgruppe             | Sonneborn 1/30     |              |         | 23.01.1995       | 17              |
|      | Grabhügelgruppe             | Barntrup 17/1      |              |         | 23.01.1995       | 18              |